# Алонзје ла Кај
Алонзје ла Кај (фр. Allonzier-la-Caille) насеље је и општина у источној Француској у региону Рона-Алпи, у департману Горња Савоја која припада префектури Saint-Julien-en-Genevois.
По подацима из 2011. године у општини је живело 1.723 становника, а густина насељености је износила 179,11 становника/km². Општина се простире на површини од 9,62 km². Налази се на средњој надморској висини од 640 метара (максималној 882 m, а минималној 471 m).

## Демографија
| 1962. | 1968. | 1975. | 1982. | 1990. | 1999. | 2011. |
| ----- | ----- | ----- | ----- | ----- | ----- | ----- |
| 469   | 503   | 510   | 661   | 851   | 1.080 | 1.723 |

График промене броја становника у току последњих година